# Zorita de la Frontera (kommun)
Zorita de la Frontera är en kommun i Spanien.   Den ligger i provinsen Provincia de Salamanca och regionen Kastilien och Leon, i den centrala delen av landet, 140 km nordväst om huvudstaden Madrid. Antalet invånare är 210. Arean är 32 kvadratkilometer.
Terrängen i Zorita de la Frontera är platt.